# L.A. (Light Album)
Albums de The Beach Boys
M.I.U. Album
(1978) Keepin' the Summer Alive
(1980)
Singles
1. Here Come The Night
Sortie : février 1979
2. Good Timin'
Sortie : avril 1979
3. Lady Lynda
Sortie : juin 1979
4. Sumahama
Sortie : septembre 1979

L.A. (Light Album) est le vingt-troisième album studio des Beach Boys sorti en 1979. C'est le premier album du groupe pour CBS Records. Il a été enregistré à Miami au studio Criteria appartenant aux Bee Gees et produit par Bruce Johnston qui fait son retour dans le groupe.  Christine McVie de Fleetwood Mac participe aux chœurs et harmonies vocales sur Love Surrounds Me de Dennis Wilson, avec lequel elle avait entamé une relation intime à l'époque.

## Composition
Good Timin' date de 1974 et était prévue pour 15 Big Ones.
La mélodie de Lady Lynda est basée sur Jésus que ma joie demeure de Jean-Sébastien Bach.

Love Surrounds Me et Baby Blue étaient destinés au projet de deuxième album de Dennis Wilson.
Here Comes the Night est une réinterprétation disco d'un titre publié sur Wild Honey en 1967.
Sumahama était prévu pour un album de Mike Love.
Shortenin' Bread, chanson traditionnelle du 19e siècle,  était prévue pour le projet Adult/Child (en) qui fut refusé par la maison de disques en 1977.
California Feelin' (en) n'a pas été retenu et a été publié pour la première fois sur la compilation Made in California en 2013.

## Titres

### Face 1
| No | Titre                                         | Durée |
| -- | --------------------------------------------- | ----- |
| 1. | Good Timin' (B. Wilson, C. Wilson)            | 2:12  |
| 2. | Lady Lynda (Jardine, Altbach)                 | 3:58  |
| 3. | Full Sail (C. Wilson, Cushing-Murray)         | 2:56  |
| 4. | Angel Come Home (C. Wilson, Cushing-Murray)   | 3:39  |
| 5. | Love Surrounds Me (D. Wilson, Cushing-Murray) | 3:41  |
| 6. | Sumahama (Love)                               | 4:30  |

### Face 2
| No | Titre                                   | Durée |
| -- | --------------------------------------- | ----- |
| 1. | Here Comes the Night (B. Wilson, Love)  | 10:51 |
| 2. | Baby Blue (D. Wilson, Jakobson, Lamm)   | 3:25  |
| 3. | Goin' South (C. Wilson, Cushing-Murray) | 3:16  |
| 4. | Shortenin' Bread (trad. arr. B. Wilson) | 2:49  |

## Personnel

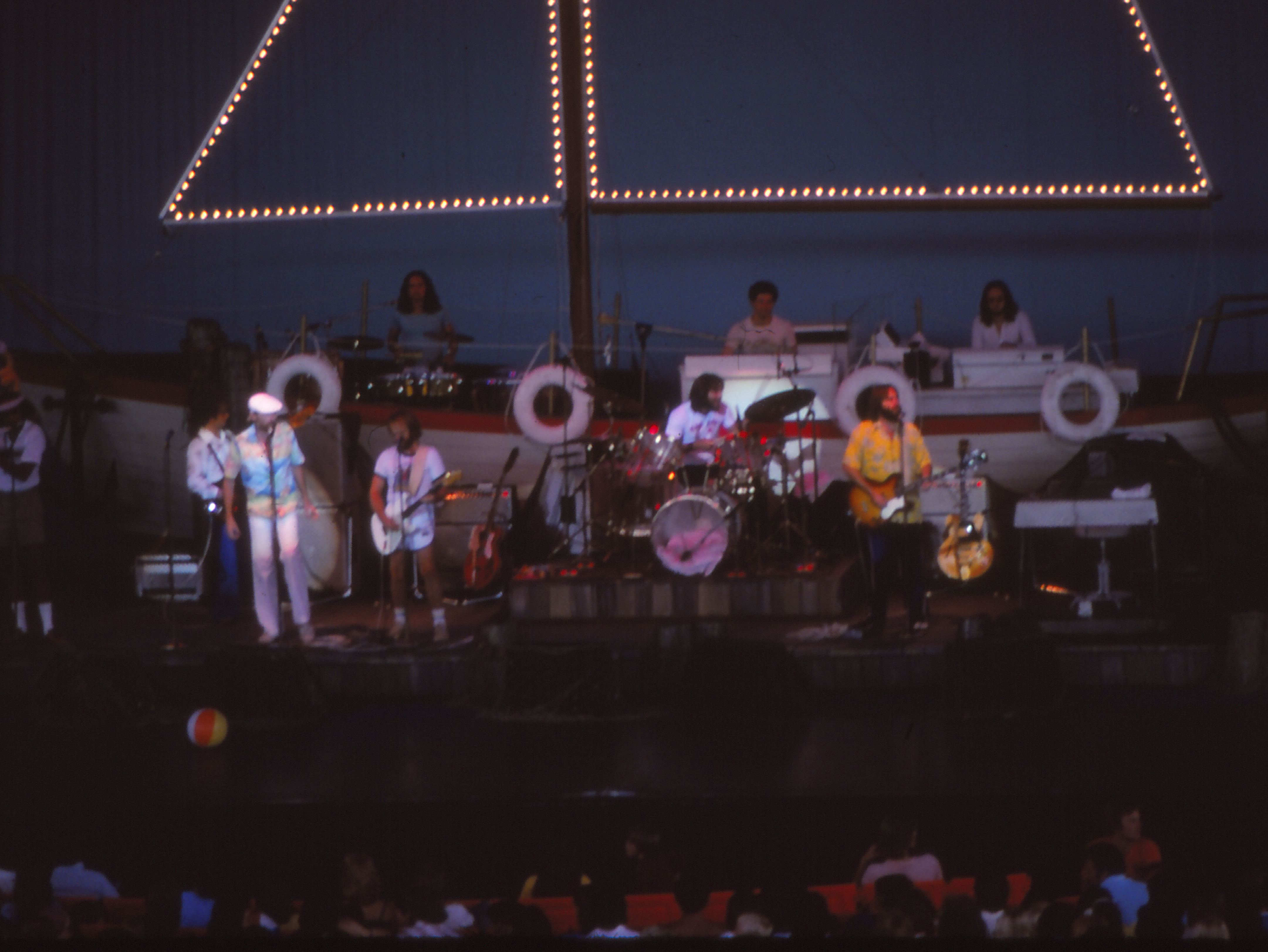
The Beach Boys en concert (USA, 1978).

- Mike Love : Chant, chœurs, harmonies vocales
- Brian Wilson : Chœurs, harmonies vocales sur Angel Come Home, piano sur Good Timin et Shortenin' Bread, synthétiseur Moog sur Shortenin' Bread, clavecin et claviers sur Good Timin.
- Carl Wilson : Chant, chœurs, harmonies vocales, guitare
- Al Jardine : Chant, chœurs, harmonies vocales, guitare
- Dennis Wilson : Chant, chœurs, harmonies vocales, batterie sur Good Timin' et Shortenin' Bread, batterie additionnelle sur Love Surrounds Me, percussions
- Bruce Johnston : Chant, chœurs, harmonies vocales, claviers, arrangements vocaux et orchestraux, production

## Personnel additionnel
- Geoffrey Cushing-Murray, Christine McVie : chœurs, harmonies vocales sur Love surrounds me
- Ritchie Zito ; guitare
- Wah Wah Watson : guitare
- Jimmy Lyon : guitare solo sur Shortenin' Bread
- Billy Hinsche : guitare rythmique sur Shortenin' Bread
- Chuck Crane : guitare rythmique sur Shortenin' Bread
- Ed Carter : guitare, basse
- Jim Guercio : basse sur Good Timin et Shortenin' Bread
- Joe Chemay : basse
- Lyle Ritz : contrebasse sur Goin' South
- Carlos Munoz : piano
- Ron Altbach : claviers
- Mike Meros : clavinet
- Bob Esty : synthé
- Sterling Smith : clavecin
- Phil Shenale : synthétiseur
- Bobby Figueroa : chœurs, harmonies vocales, batterie sur Angel come home, Love Surrounds Me et Lady Lynda
- Gary Mallaber : batterie
- Mike Baird : batterie
- Earl Palmer : batterie sur Sumahama
- Joel Peskin : solo saxophone alto sur Here comes the night
- Jimmy Lyons : solos saxophone alto
- Steve Forman, Victor Feldman : percussion